# Vaelhausen

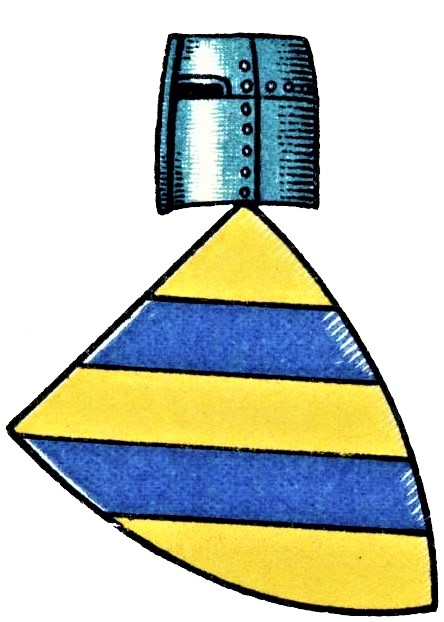
Wappen derer von Vaelhausen im Wappenbuch des Westfälischen Adels

Vaelhausen (auch: Vaelhusen, Veelhusen o. ä.) ist der Name eines westfälischen Adelsgeschlechts.

## Geschichte
Die Familie war ein westfälisches und braunschweigisches Ministerialengeschlecht des Klosters Corvey.
Das Geschlecht soll laut Johannes Letzner in Person von Otho von Vaelhausen mit Kaiser Karl dem Großen in das damals sächsische Land gekommen sein. Karl habe ihn mit Gütern im Stift Paderborn „zwischen dem Dringenberge, Neuwhausen und Peckelsen“ ausgestattet. Dort habe Otho seinen Adelssitz gebaut, auf dem auch seine Nachkommen gewohnt haben sollen. Später soll der Ort zerstört und Vaelheuser Felde genannt worden sein, von dem die Äbtissin des Klosters Gehrden den Zehnten einnahm. Schon 815 soll Otho das Erbmarschallamt des Klosters Corvey verliehen bekommen haben. Er soll noch 839 gelebt haben. Ein edler Ritter Kunhardt von Vaelhausen habe 1068 gelebt und großes Ansehen bei den Grafen von Dassel besessen, von denen er einen Burgmannsitz erhalten haben soll. Die Namen der angeblich vielen Söhne und Töchter des Kunhardt seien nicht überliefert.
Bereits 1590 war das Geschlecht lange ausgestorben. Die Nachfolger der Familie im Erbmarschallamt des Klosters Corvey waren die Herren von Stockhausen.

## Persönlichkeiten
- Walthardus von Veelhusen, Propst des Klosters Corvey, der die Schule des Klosters in den Ruin trieb[6]

## Wappen
Blasonierung: In Gold zwei blaue Schrägrechtsbalken.
Laut Christian Friedrich August von Meding und Ernst Heinrich Kneschke, die sich auf Johannes Letzner abstützen, war der Schild mit den blauen Schrägrechtsbalken jedoch rot tingiert.
Die Wappendarstellung bei Siebmacher wiederum zeigt einen roten Schild mit zwei blauen Schräglinksbalken. Auf dem blau-rot bewulsteten Helm eine Pyramide, tingiert wie der Schild, die Spitze besteckt mit drei schwarzen Federn. Helmdecken sind blau-golden.

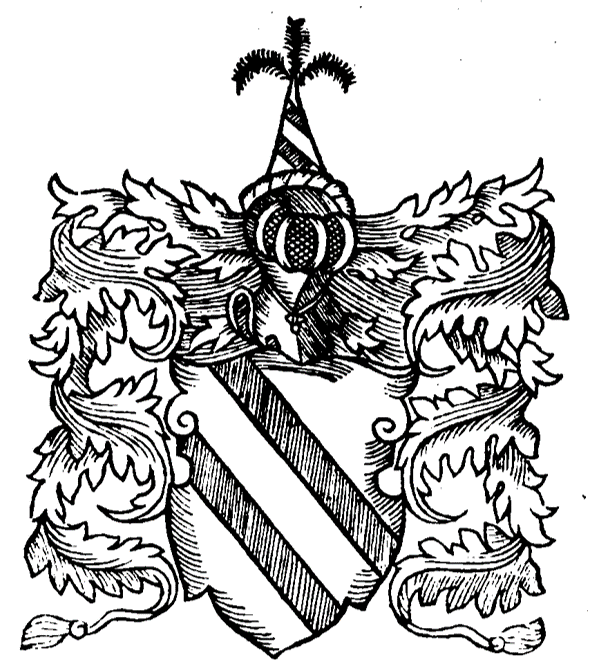
Wappen derer von Vaelhusen bei Letzner (1596)
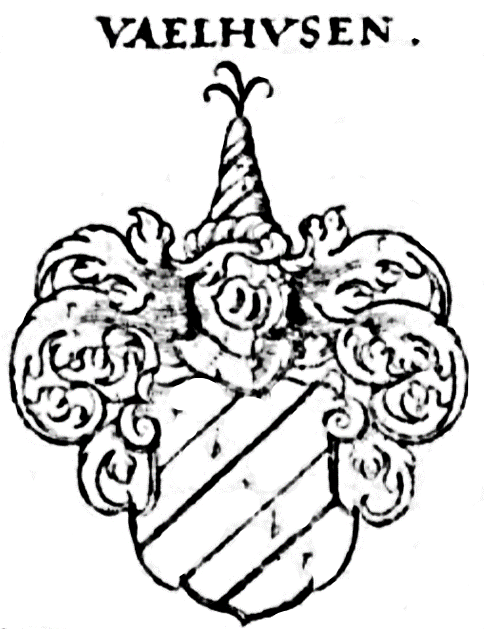
Wappen derer von Vaelhusen bei Siebmacher (1772)